# Клименко Ганна Андріївна
Ганна Андріївна Клименко (Синьоок) (нар. 3 липня 1980 року, с. Свидівок, Черкаський район, Черкаська область) — поетеса, літературознавець, перекладач, критик. Кандидатка філологічних наук, доцентка кафедри української літератури та компаративістики Черкаського національного університету імені Богдана Хмельницького, заступниця директора навчально-наукового інституту української філології та соціальних комунікацій з виховної роботи. Член НСПУ з 2019 року.

## Життєпис
Ганна Андріївна Клименко (Синьоок) народилася у селі Свидівок Черкаського району, Черкаської області. У 1997 році закінчила Першу міську гімназію у м. Черкаси. Здобула вищу освіту у 2002 році у Черкаському державному університеті ім. Б. Хмельницького, закінчивши одночасно факультети української та романо-германської філологій. По закінченню університету залишилася тут же викладачем кафедри української літератури та компаративістики. У 2009 році написала та захистила кандидатську дисертацію з порівнянням творчих особистостей і літературної спадщини Л. Первомайського та А . Тарковського. Кандидат філологічних наук, з 2013 року доцент. Ганна Андріївна координує діяльність літературної студії «Версії» при Черкаському державному університеті ім. Б. Хмельницького.

## Наукова та літературна діяльність
Авторка монографії «Леонід Первомайський — Арсеній Тарковський: діалог доль і творчості» (2008 р.), має понад сто вісімдесят наукових публікацій у періодичних виданнях з питань української та зарубіжної літератури ХХ — поч. ХХІ ст.
Пише вірші із шкільних років. Має збірки поезій, публікується у колективних збірниках, журналі «Дніпро», часописі «Холодний Яр», газетній періодиці. Була членом обласного літературного об'єднання ім. Василя Симоненка.
Збірки поезій:
- Дитя липневих сутінків — 2014 рік
- «Таємно-лелече» — 2014 рік
- «Відчувати на дотик грозу» — 2015 рік
- «Яблуневе сонце» — 2017 рік
- «Стисла руки під темним серпанком» (поетичні переклади поезій А. Ахматової) — 2017 рік
- «О-р-і-г-а-м-і» — 2019 рік
- «Меседжі кави і каменю» — 2022 рік

При написанні поезій надає перевагу класичному віршуванню, ліричним мініатюрам. Серед тем переважають медитативні розмисли, філософсько-світоглядні та любовні мотиви із нотою сучасності.
Має веб-сторінку «Поетична вітальня Ганни Синьоок», де розміщує власні твори, поетичні переклади, авторські поетичні відео. Має власний Ютуб-канал, з 2014 року керує літературною студією «Поетична вітальня Ганни Клименко-Синьоок», яка працює при Черкаському національному університеті ім. Б. Хмельницького.